# Akadempid
Akadempid (Empidonax virescens) är en tätting i familjen tyranner, vanligt förekommande i lövskog i östra USA.

## Kännetecken

### Utseende
Akadtyrannen är mycket lik övriga östamerikanska empider. Den är dock relativt stor (15 centimeter) och är mest grönaktig ovan av dem alla. Den har bred näbb, smal vit ögonring, dubbla vita vingband och tvåfärgad näbb (övre näbbhalvan mörk, undre gulaktig). Undersidan är gulaktig. Pannan är rätt platt, vilket ger huvudet en toppig profil.

### Läte
Akadtyrannens sång är kort och explosiv: piit-sa. Locklätet är ett mjukt piit.

## Utbredning och systematik
Akadempiden häckar i östra USA och övervintrar från Nicaragua till Ecuador samt i Venezuela. I september 2015 observerades en individ i Dungeness i Kent, Storbritannien. Den har även påträffats på Island i november 1967 när en död individ hittades i Árnessýsla. Arten behandlas som monotypisk, det vill säga att den inte delas in i några underarter.

## Levnadssätt
Akadtyrannen är den mest skogslevande av östra Nordamerikas empider. Den föredrar framför allt högrest lövskog nära vattendrag, i raviner och i fuktiga områden. Vintertid ses den i låglänta tropiska skogar. Arten lever av insekter, insektslarver och andra leddjur som den huvudsakligen plockar från undersidan av löv. Den kan också ryttla eller fånga insekter i flykten.

### Häckning
Bo et är en tunn och grund skål av fint växtmaterial sammanhållet av spindelväv. Det placeras i en trädklyka, ofta överhängande vatten. Däri lägger honan ett till fyra gräddvita eller beige ägg, något brunfläckade vit den större änden. Arten boparasiteteras av brunhuvad kostare, men verkar ha något typ av försvar eftersom endast 16& av den brunhuvade kostarens ungar som växer upp i en akadtyranns bo överlever.

## Status och hot
Arten har ett stort utbredningsområde och en stor population med stabil utveckling. Utifrån dessa kriterier kategoriserar internationella naturvårdsunionen IUCN arten som livskraftig (LC).

## Namn
Fågelns svenska namn kommer av det engelska Acadian Flycatcher. Akadien var en samling franska kolonier grundade under 1600-talet, som ungefär omfattar dagens New Brunswick, Nova Scotia och Prince Edward Island.